# Barf Anbār
Barf Anbār (persiska: برف انبار) är en ort i Iran.   Den ligger i provinsen Esfahan, i den centrala delen av landet, 300 km söder om huvudstaden Teheran. Barf Anbār ligger 2 544 meter över havet och antalet invånare är 5 056.
Terrängen runt Barf Anbār är varierad.Runt Barf Anbār är det ganska glesbefolkat, med 34 invånare per kvadratkilometer. Närmaste större samhälle är Fereydunshahr, 4,5 km sydväst om Barf Anbār. Trakten runt Barf Anbār består i huvudsak av gräsmarker.